# Люмьер (кинопремия, 2001)
6-я церемония вручения наград премии «Люмьер» за заслуги в области французского кинематографа за 2000 год состоялась 24 января 2001 года.

## Список лауреатов
- Лучший фильм:
  - На чужой вкус, режиссёр Аньес Жауи.
- Лучший режиссёр:
  - Аньес Жауи, за фильм На чужой вкус.
- Лучший актёр:
  - Даниэль Отёй за роль в фильме Маркиз де Сад.
- Лучшая актриса:
  - Изабель Юппер за роль в фильме Спасибо за шоколад.
- Лучший сценарий:
  - На чужой вкус — Аньес Жауи и Жан-Пьер Бакри.
- Многообещающему актёру:
  - Джалиль Леспер за роль в фильме Человеческие ресурсы.
- Многообещающей актрисе:
  - Изильд Ле Беско за роль в фильме Маркиз де Сад.
- Лучший иностранный фильм:
  - Красота по-американски , режиссёр Сэм Мендес.